# Apple I
Apple I（アップル・ワン）は、Appleが一番最初に製作・販売したマイクロコンピュータである。基板の表面に「Apple Computer 1」と刻印されていたため「Apple 1」と表記されることも稀にある。

## 概要
設計はスティーブ・ウォズニアック。ウォズニアックがほぼ独力で設計・開発したマイクロコンピュータ、あるいは周辺装置を容易に仕立てられるよう周到に設計されたある種のワンボードマイコンのキットである 。
ウォズニアックは父親もエンジニアで、自身は6歳でアマチュア無線の免許を取得しアマチュア無線機を自作し、13歳の時にトランジスタを組み合わせて二進加減算器（原始的なコンピュータ）を作り科学コンクールに優勝するなど、エレクトロニクス、回路設計、デジタル回路に精通していた。そのウォズニアックにコンピュータを開発・製造・販売するビジネスを持ちかけたのは年下の友人であるスティーブ・ジョブズだった。ウォズニアックはビジネスに関心は無かったが、自分が新しいコンピュータを創造することには興味があり、その話に乗ったのだった。
Apple I を発売した時、Apple Computer 社はまだ設立したばかりのわずか3人で構成されている会社だった。Apple I の回路設計はウォズニアックがし、ウォズニアックははんだづけも得意で自分たちで Apple I を組立てることができることは見えていたが、その土台となるプリント基板だけは基板製造業者（エッチング処理を行う業者）にあらかじめ発注する必要があった。基板製造業者には製造代金を前払いで支払う必要があったが、その金すら持っていなかったジョブズとウォズニアックは、自分らが持っているものを売ってその金を工面した。ジョブズは自分が所有していた唯一の乗り物であるフォルクスワーゲンのバンを、ウォズニアックはヒューレット・パッカード製のHP-65という高機能電卓を500 USドルで売った。
1976年7月、Apple I はカリフォルニア州パロアルトのホームブリュー・コンピュータ・クラブで披露された。

### 発売とその後
1976年7月、666ドル66セントという価格で発売。この価格設定は、ウォズニアックが「数字の繰り返し」が好きだからで、同時に地元の店に500ドルで売ったので、そこから3分の1値上げしたからでもある。約200台を生産（うち、売れたのは約170台）。当時、他のホビイスト向けコンピュータは組み立てキットとして販売されていたが、Apple I は60個以上のチップを実装済みの回路基板として販売された。しかし筐体は無く、ほかにもキーボード、トランス（レギュレータはオンボード）を自分で用意して組み立てなければならなかった。カセットテープインタフェースについては別売りで用意され（75ドル）、拡張スロットに挿して使用した。

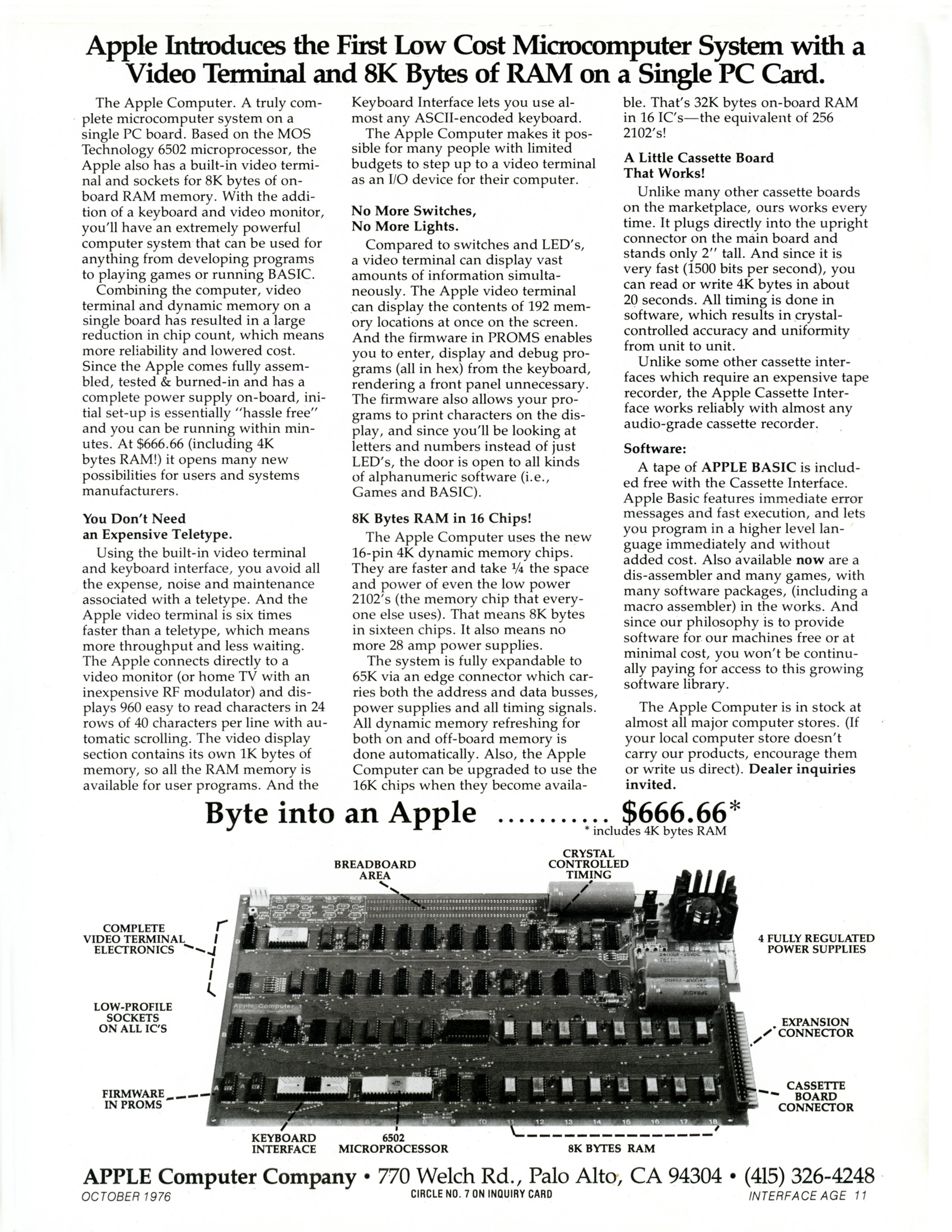
Apple I の紹介広告

Apple I は当時としては内蔵の端末回路が際立っている。必要なのはキーボードと安価なテレビ受像機だけである。競合するAltair 8800などは、フロントパネルのトグルスイッチでプログラミングし、ランプ（赤のLEDなど）で表示させており、コンピュータ端末やASR-33のようなテレタイプ端末に接続するには別のハードウェアを追加する必要があった。その面で Apple I は革新的マシンであった。BASICもテープで提供された。1977年4月、475ドルに値下げした。同じく4月に Apple II を発表し、6月から出荷を開始していたが、1977年8月まで Apple I も併売していた。Appleの製品価格表から Apple I が消えたのは1977年10月のことで、その時点で正式に販売終了となった。
なお、Apple I の設計・開発はウォズニアックが独りで行っており、Apple I 細部の技術的なことが分かるのはウォズニアックだけであり、ジョブズはさっぱり理解できなかった。当然、Apple I についての顧客からの質問に応え、サポートできる人間もウォズニアックだけであり、ウォズニアック一人に多大な負担がかかることになった。
その状態から脱するために Apple は、後に Apple II を発売した後は、Apple I オーナーに対して Apple II のディスカウントサービスや Apple I の下取りなどのインセンティブを提供して、Apple I から Apple II へ乗り換えさせるように誘導した。さらに、後々ウォズニアックに負荷がかかり続けないようにとの配慮で、Apple は回収した Apple I を全て裁断して廃棄した。このため現存する Apple I は非常に希少である。
そして、後継機の Apple II は大ヒットとなった。

## コレクターズアイテムとしてのApple I
2017年（平成29年）の時点で現存しているのは世界で約50から60台、そのうち動作するものは8台しか存在しないといわれている。
- 1999年には、オークションで5万ドルで落札されている[13]。
- 2006年（平成18年）9月12日放映のテレビ番組開運!なんでも鑑定団にて未組立状態の品に600万円という鑑定額が付いた。
- 2009年9月、eBay にて1万7千USドルで取引された[14]。
- 2010年3月23日、eBay にて42,766 USドルで取引された[15]。
- 2010年11月、シリアル番号82の Apple I がロンドンのクリスティーズにて133,250ポンド（約21万USドル）で落札。落札額がここまで高いのは、珍しいドキュメントとオリジナルのパッケージ（箱。送り主の住所としてジョブズの実家の住所が書かれたラベル付き）、ジョブズ自身がタイプしてサインした手紙（技術的質問への返事）、オリジナルの送り状（セールスマンの名前として "Steven" と書かれている）が付属していたためである。もともとの購入者はイタリアのPolytechnic University of Turinで、BASICプログラムの実行に使われていた[16] [17] [18]。
- 2012年6月15日、実動するApple Iがサザビーズのオークションで37万4500USドル（約2950万円）で落札された[19]。希少であるためコレクターズアイテムとなっている[20]。
- 2015年5月30日、シリコンバレーのリサイクルセンターに持ち込まれた廃棄家電に、世界で7台目となる完動品の Apple I が紛れていたことが判明、コレクターオークションで20万USドル（約2,400万円）で落札された。リサイクル業者は売上額の半分を元の持ち主に返還したい意向を示している[21]。
- 2016年、量産前に製造されたテスト版にあたる「Celebrationモデル」がオークションに出品され、81万5000ドル（約8300万円）で落札される。ウォズニアック自身が鑑定し「市販されたものではない」と認めている[22]。
- 2017年5月20日、8台目となる完動品がドイツのオークションハウス「Breker」に出品される。ウォズニアックとジョブズとの電話の会話録音も付いている[12]。落札価格は11万ユーロ（約1,375万円）だった。落札額が直近の事例より低くなったのは、スティーブ・ジョブズが死去した影響で人気が落ち着いたためと見られている[23]。
- 2018年3月、動作不能になった Apple I を修復した人物が現れる。故障した部品は Apple I と同時期に製造された別の機器に使われている同等品を取り外して交換するという手法により、限りなくオリジナルに近い状態になっている[24]。
- 2018年8月、アメリカのオークションハウス「RR Auction」に修理された動作品が出品される[25]。同年3月の件とは修理した人物は別人で、別個体となる。

## エミュレータ、クローン、レプリカ
一方で、 Apple Iのソフトウェア互換なレプリカであるReplica Iが2003年、約200ドルで発売された。かつて、日本向けには米Vintage Computerが代理店となり販売していた。他にもレプリカや自作用キットや指示書などが出回っている。

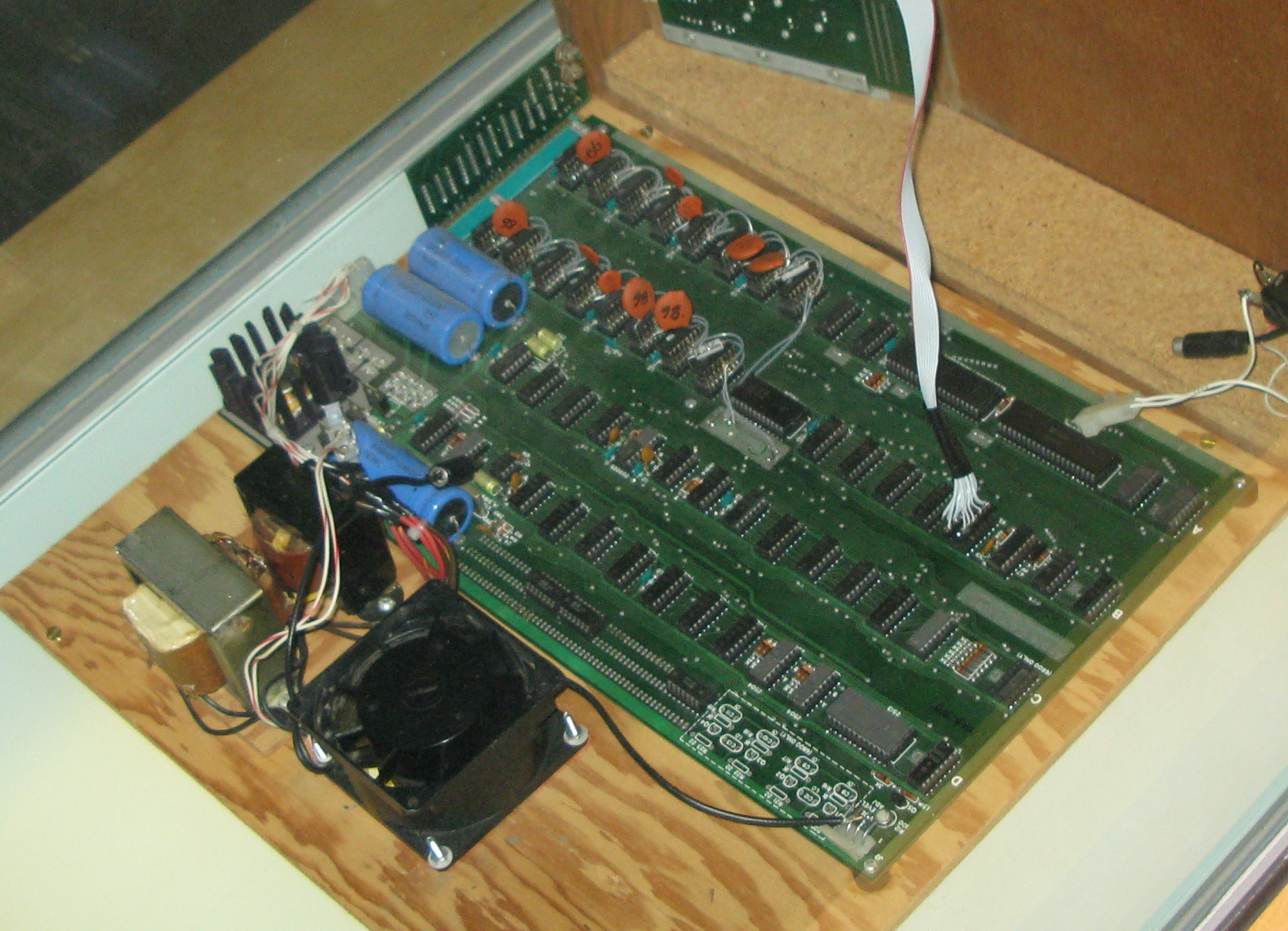
部品実装済みのApple Iの回路基板